# Résidence de la Cambre
De Résidence de la Cambre is een van de oudste en eerste wolkenkrabbers in het Brussels Hoofdstedelijk Gewest, gebouwd in 1937 op basis van een ontwerp van architect Marcel Peeters. 
Op initiatief van Emir Kir werd het gebouw op 14 juli 2005 beschermd erfgoed.  
Het gebouw is geïnspireerd op de art-deco-stijl wolkenkrabbers uit Noord-Amerika en is gelegen op de Generaal Jacqueslaan in Elsene, vlak bij de Abdij Ter Kameren en de Vijvers van Elsene.

## Galerij

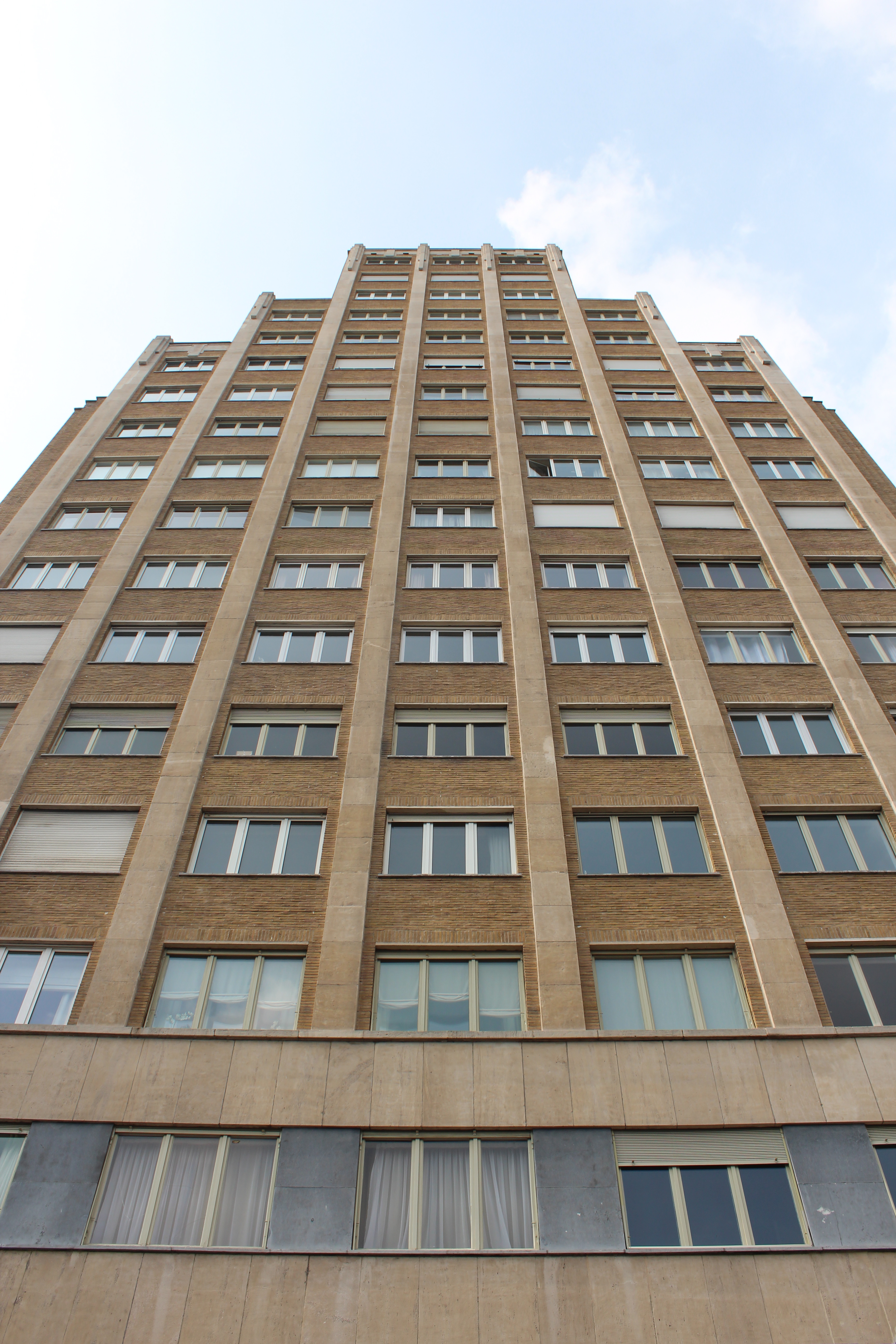
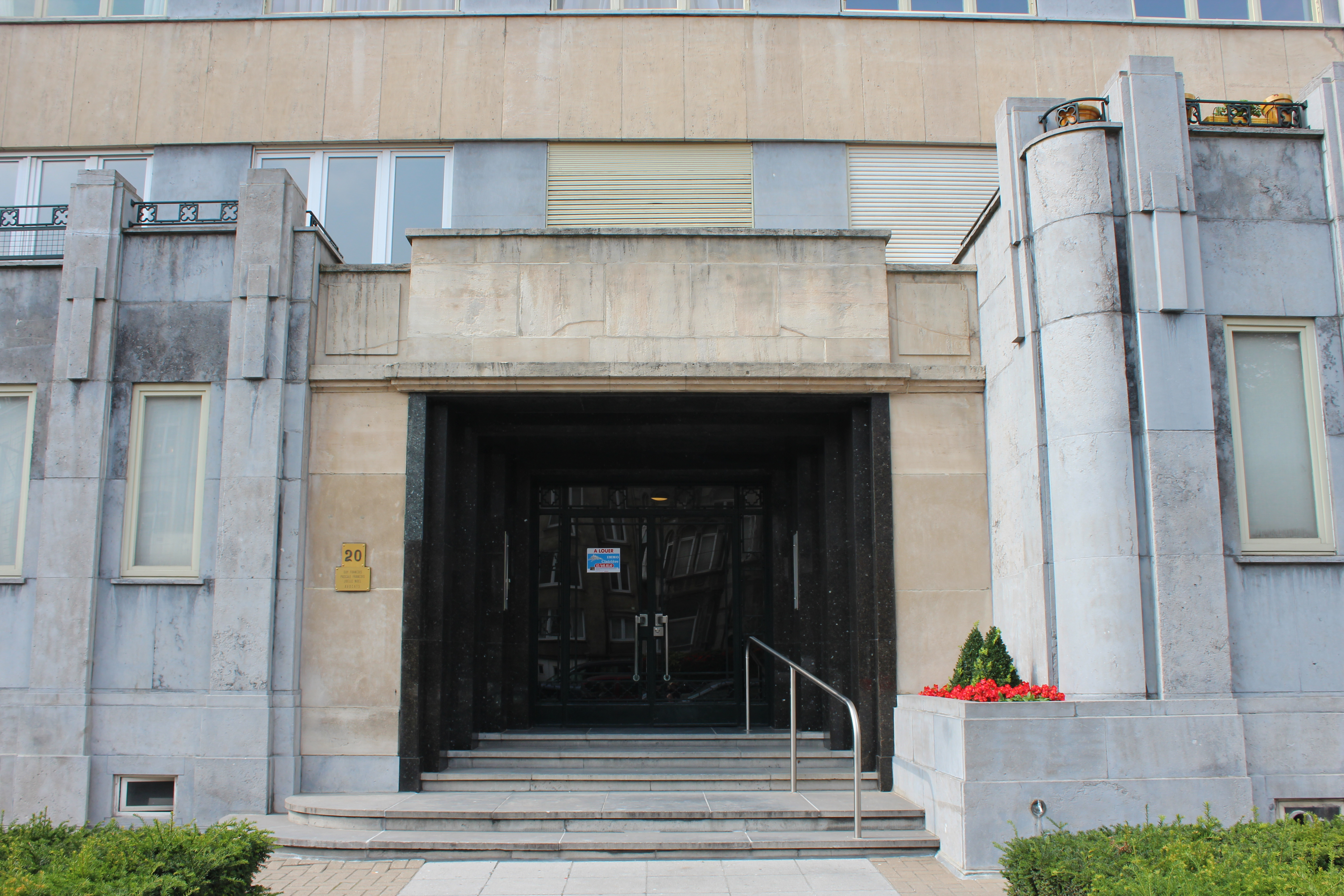
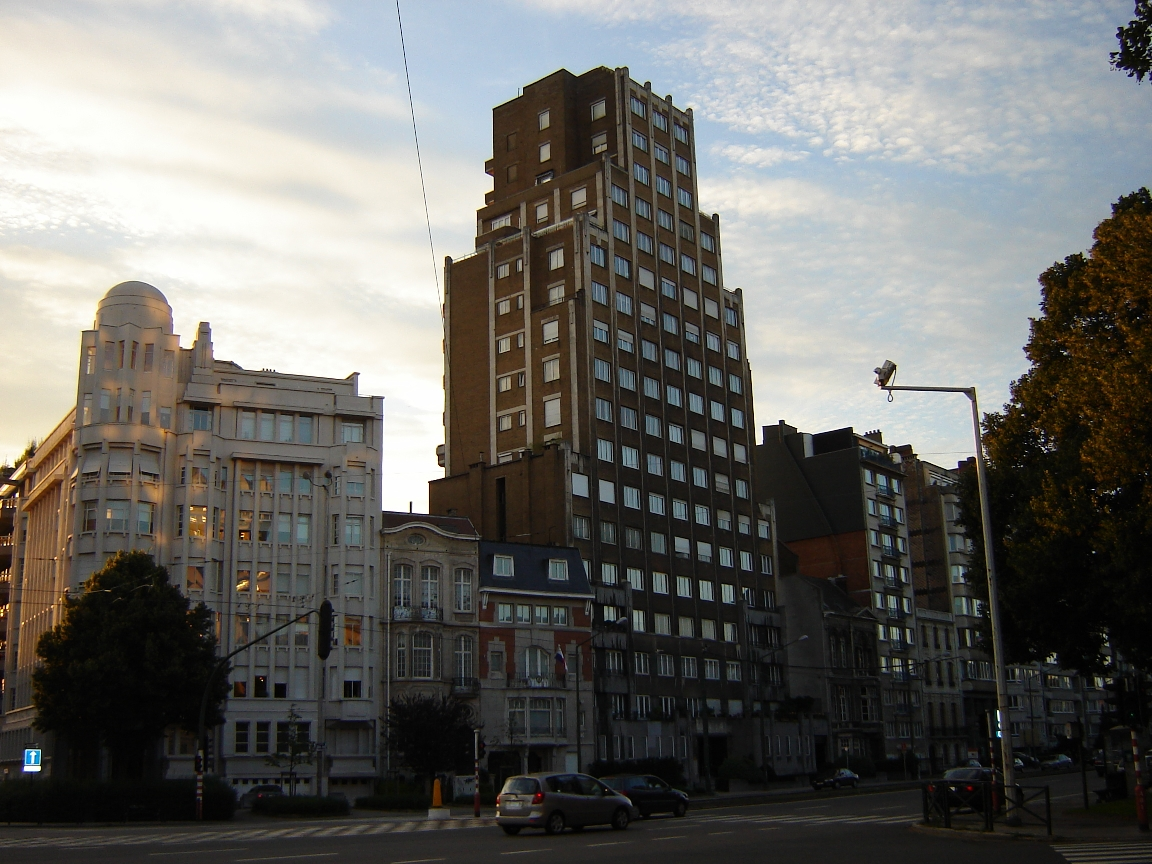
Het gebouw voor de restauratie van 2007.